# 大衡村ふるさと美術館
大衡村ふるさと美術館（おおひらむらふるさとびじゅつかん）は、宮城県黒川郡大衡村にある美術館。

## 概要
昭和万葉の森に隣接した美術館で、大衡村出身の洋画家・故菅野廉の作品役270点と多数のスケッチ、画材類等約150点を収蔵し、その一部を1階に常設展示している。2階は、展示室で企画展や発表展を行っている。 
年に数回、ギャラリーコンサートが催される。 

## 展示内容
- 菅野廉画伯の作品（油絵、スケッチなど）
- 画材類等

## 開館時間・休館日
- 利用時間/午前10時～午後4時まで
- 休館日/年末年始（12月28日～翌年1月4日まで）

## 入館料
- 一般/200円、高校・大学生/150円、小・中学生/100円

## アクセス
- ミヤコーバス乗車、「大衡村役場前」下車、徒歩約10分
- 東北自動車道大衡ICより車で約5分[3]

## 駐車場
無料・普通車約50台 